# Edcouch
Edcouch é uma cidade localizada no estado norte-americano de Texas, no Condado de Hidalgo.

## Demografia
Segundo o censo norte-americano de 2000, a sua população era de 3342 habitantes.
Em 2006, foi estimada uma população de 4414, um aumento de 1072 (32.1%).

## Geografia
De acordo com o United States Census Bureau tem uma área de
2,4 km², dos quais 2,4 km² cobertos por terra e 0,0 km² cobertos por água. Edcouch localiza-se a aproximadamente 20 m acima do nível do mar.

## Localidades na vizinhança
O diagrama seguinte representa as localidades num raio de 8 km ao redor de Edcouch.